# Schlegelia spruceana
Schlegelia spruceana är en tvåhjärtbladig växtart som beskrevs av Karl Moritz Schumann. Schlegelia spruceana ingår i släktet Schlegelia och familjen Schlegeliaceae. Inga underarter finns listade i Catalogue of Life.